# قصر يوبليني الرياضي
قصر يوبليني الرياضي (بالروسية: спортивный комплекс «Юбилейный) هي ساحة رياضية داخلية ومجمع حفلات يقع في سانت بطرسبرغ، روسيا. يضم أكثر من 7،000 مقعد لهوكي الجليد وكرة السلة.